# Bertholet Flémal

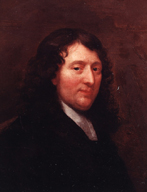
Bertholet Flémal, Selbstporträt 1663

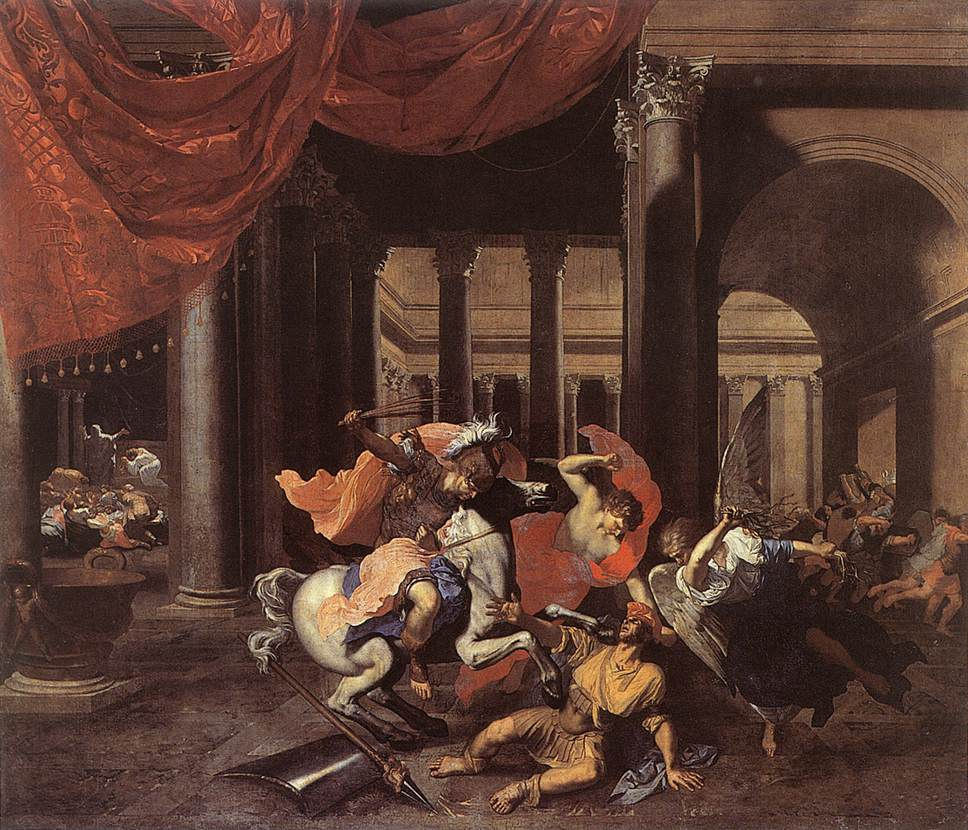
Heliodorus wird aus dem Tempel vertrieben

Bertholet Flémal oder Flemalle (* vor 23. Mai 1614 in Lüttich; † 10. Juli 1675 ebenda) war ein Lütticher Maler.

## Leben
Flémal wurde Schüler im Atelier des Malers Gérard Douffet und mit dessen Unterstützung konnte Flémal mit 24 Jahren eine Studienreise nach Italien unternehmen. Im Sommer 1638 ließ sich Flémal in Rom nieder, um dort die antiken Meister zu studieren.
Dort wurde der Großherzog von Toscana, Ferdinand II. auf ihn aufmerksam und lud den Künstler an seinen Hof nach Florenz ein. 1670 ließ sich Flémal in Paris nieder und wurde dort durch den großen Mäzen, Kanzler Pierre Séguier sehr großzügig unterstützt. Für eine Kirche der Augustiner-Mönche schuf Flémal die „Anbetung der heiligen drei Könige“ und die Kuppel einer Kirche der Karmeliter schmückte er mit seinem Deckenfresko „Die Himmelfahrt des Elias“.
Im Sommer 1647 ließ sich Flémal für einige Jahre in Brüssel nieder und ging später nach Lüttich.
1670 holte man Flémal nach Paris und betraute man ihn mit einem Lehrauftrag an der École des Beaux-Arts. Er avancierte zum Professor an der Kunstakademie doch als er im selben Jahr zum Kanoniker an der St.-Pauls-Kathedrale berufen wurde, kehrte er in seine Vaterstadt zurück.
Im Alter von 61 Jahren starb der Maler Bertholet Flémal am 10. Juli 1675 in seiner Heimatstadt Lüttich.
Durch seinen Aufenthalt in Rom wurde Flémal – nach eigenem Bekunden – durch die römische Schule sehr beeinflusst; aber auch Maler, wie z. B. Nicolas Poussin waren Flémals Vorbilder.
Louis Counet (* 1652 Lüttich; † 5. August 1721 in Trier durch einen Raubmord) war vermutlich ein Schüler Flémals. Er war ein gefragter Maler in der gesamten Moselregion. Für den Laurentiusaltar der Abteikirche St. Maximin entstand beispielsweise das Gemälde „Der heilige Laurentius tauft Lucillus im Kerker“, das sich heute im Stadtmuseum Simeonstift Trier befindet.

## Werke (Auswahl)
- Pelopidas, sich gegen die Spartaner rüstend